# Коротконіжка пустельна
Коротконіжка пустельна (Ablepharus deserti) — вид ящірок родини сцинкових (Scincidae). Один із 19 видів роду. Поширений у Центральній Азії. Мешканець аридних  передгір'їв та гір.

## Опис
Загальна довжина тіла (разом з хвостом) від 5 до 12 см, вага при цьому сягає 2—5 г. У цієї ящірки лише 2 лобно-тім'яних щитка. Око оточено зернистими лусочками, у нижній частині луска відсутня. Окремі повіки відсутні. Зверху колір сірувато-оливковий або світло-бурий. На спині у нього можуть бути присутніми темні переривчасті смужки. Від ніздрі через око й далі по боках тулуба тягнуться темно-бурі смуги.

## Поширення
Мешкає на півдні Казахстану, у Киргизстані, Узбекистані, на півночі Таджикистану, на сході Туркменістану, Північно-Західному Китаї.

## Спосіб життя
Активний вдень. Полюбляє сухий, глинястий, піщаний ґрунти, мешкає на рівнинах та у горах. Часто зустрічається у заростях фісташки, глоду, арчі. Живиться комахами.
На зимівлю йде у жовтні — листопаді, з зимівлі зазвичай виходить у квітні — березні. Парування відбувається у квітні — на початку травня. Робить декілька кладок за сезон. Всього відкладається 3—6 яєць довжиною яєць — 0,8—0,9 см. Молоді тварини мають довжину 1,5—2 см.

## Охорона
Стан більшості природних популяцій виду в межах ареалу залишається більш-менш стабільним. Саме тому він, згідно Червоного списку МСОП, отримав охоронний статус «відносно благополучний вид».